# Meiacanthus naevius
Espèce
Statut de conservation UICN

 LC  : Préoccupation mineure
Meiacanthus naevius est une espèce de poissons marins de la sous-famille des Blenniinae (famille des Blenniidae).

## Description
Meiacanthus naevius peut mesurer jusqu'à 36 mm, queue non comprise.

## Répartition

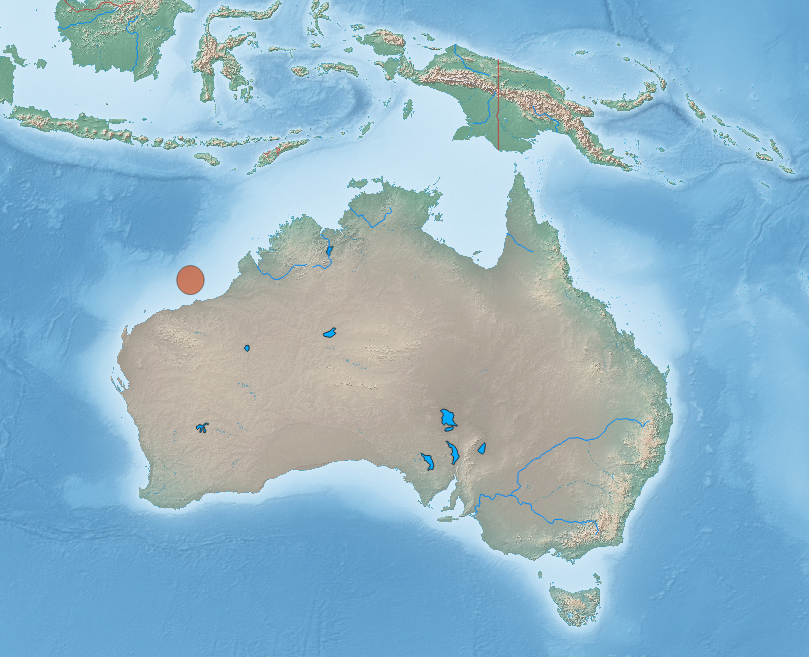
Aire de répartition de Meiacanthus naevius selon l'UICN (2025).

Ce poisson ne se rencontre que sur les côtes de l'île Rowley Shoals (en) à environ 250 km à l'ouest de Broome (Australie-Occidentale). Il est présent entre 3 et 5 m de profondeur.

## Systématique
Le nom valide complet (avec auteur) de ce taxon est Meiacanthus naevius Smith-Vaniz (d), 1987.

### Étymologie
Son épithète spécifique, du latin naevius, « tache de naissance », fait référence à la tache visible sur le pédoncule caudal.

### Publication originale
- (en) William F. Smith-Vaniz, « The Saber-Toothed Blennies, Tribe Nemophini (Pisces: Blenniidae): An Update », Proceedings of the Academy of Natural Sciences of Philadelphia, Philadelphie, vol. 139, no 1,‎ 1987, p. 1-52 (ISSN 0097-3157, e-ISSN 1938-5293, JSTOR 4064893).